# Simone Souza
Simone Borges de Souza est une joueuse brésilienne de volley-ball née le 12 mai 1986 à Jesuítas (Paraná). Elle mesure 1,82 m et joue au poste d'attaquante. 

## Clubs
| Club              | De        | À         |
| ----------------- | --------- | --------- |
| Macaé Sports      | 2004-2005 | 2004-2005 |
| ASBS-Suzano       | 2005-2006 | 2005-2006 |
| São Bernardo      | 2006-2006 | 2006-2006 |
| Fluminense FC     | 2006-2006 | 2006-2006 |
| Vóley Murcia      | 2007-2007 | 2007-2007 |
| EC Banespa        | 2007-2008 | 2007-2008 |
| Vôlei Futuro      | 2008-2009 | 2008-2009 |
| CD Ribeirense     | 2009-2010 | 2009-2010 |
| CA Trofa          | 2010-2011 | 2010-2011 |
| Jakarta TNI-AU    | 2011-2011 | 2011-2011 |
| São Caetano       | 2011-2011 | 2011-2011 |
| Rio do Sul        | 2011-2012 | 2011-2012 |
| Iraklis Kifissias | 2012-2013 | 2012-2013 |
| AABB Brasília     | 2014-2014 | 2015-2015 |
| Cascavel Vôlei    | 2016-2016 | …         |

## Palmarès
- Championnat du Portugal
  - Finaliste : 2010, 2011.